# Drymonia rubripilosa
Drymonia rubripilosa är en tvåhjärtbladig växtart som beskrevs av Kriebel. Drymonia rubripilosa ingår i släktet Drymonia och familjen Gesneriaceae. Inga underarter finns listade i Catalogue of Life.